# NGC 1638
NGC 1638 је спирална галаксија у сазвежђу Еридан која се налази на NGC листи објеката дубоког неба.
Деклинација објекта је - 1° 48' 30" а ректасцензија 4h 41m 36,4s. Привидна величина (магнитуда) објекта NGC 1638 износи 12,0 а фотографска магнитуда 13,0. NGC 1638 је још познат и под ознакама UGC 3133, MCG 0-12-69, CGCG 393-68, PGC 15824.